# Sommo
Sommo là một đô thị ở tỉnh Pavia trong vùng Lombardia của Ý, có cự ly khoảng 40 km về phía nam của Milano và khoảng 8 km về phía tây nam của Pavia, của Ý.
Sommo giáp các đô thị sau: Bastida Pancarana, Cava Manara, Zinasco.